# 1852

## Родени
- ? – Карл Хрон, австрийски журналист
- ? – Георги Караджов — български адвокат и политик, кмет на Ески Джумая / Търговище (1881 – 1885; 1901 – 1902)[1]
- Димитър Ценов, български предприемач
- Иван Преснаков, български революционер
- Отмар Пурчер, австрийски офталмолог
- 12 януари – Жозеф Жак Сезар Жофр, френски маршал
- 2 февруари – Атанас Илиев, български просветен деец
- 5 февруари – Масатаке Тераучи, Министър-председател на Япония
- 26 февруари – Джон Келог, американски лекар
- 9 март – Исая Мажовски,
- 1 април – Стефан Бочаров, български военен лекар
- 10 април – Артур Вирендел, белгийски инженер
- 12 юни – Петър Костич, сръбски просветен деец
- 25 юни – Антони Гауди, испански архитект
- 18 юли – Мария фон Батенберг,
- 30 август – Якоб Вант Хоф, холандски химик и Нобелов лауреат (1901 г.)
- 16 октомври – Клавдий Лебедев, руски художник
- 26 октомври – Павел Бобеков, български революционер
- 22 ноември – Пол д'Естурнел, френски политик
- 23 ноември – Джеймс Кваст, холандско-немски пианист
- 30 декември – Данаил Николаев, български офицер

## Починали
- 13 (25) януари – Фадей Белингсхаузен, руски мореплавател и откривател
- 6 януари – Луи Брайл, френски преподавател
- 4 март – Николай Гогол, руски писател
- 22 март – Огюст Мармон, френски маршал
- 21 юни – Фридрих Фрьобел, германски педагог
- 14 септември – Артър Уелсли, херцог на Уелингтън

Вижте също:
- календара за тази година